# Таль (Санкт-Галлен)
Таль (нім. Thal SG) — громада  в Швейцарії в кантоні Санкт-Галлен, виборчий округ Роршах.

## Географія
Громада розташована на відстані близько 170 км на схід від Берна, 16 км на схід від Санкт-Галлена.
Таль має площу 9,7 км², з яких на 37,9% дозволяється будівництво (житлове та будівництво доріг), 42,6% використовуються в сільськогосподарських цілях, 11,8% зайнято лісами, 7,7% не є продуктивними (річки, льодовики або гори).

## Демографія
2019 року в громаді мешкало 6565 осіб (+4,4% порівняно з 2010 роком), іноземців було 23,2%. Густота населення становила 680 осіб/км².
За віковим діапазоном населення розподілялося таким чином: 20,4% — особи молодші 20 років, 61,1% — особи у віці 20—64 років, 18,6% — особи у віці 65 років та старші. Було 2819 помешкань (у середньому 2,3 особи в помешканні).
Із загальної кількості 4628 працюючих 76 було зайнятих в первинному секторі, 2466 — в обробній промисловості, 2086 — в галузі послуг.